# Naděžda Koštovalová
Naděžda Koštovalová, rozená Tomšová (* 10. září 1971 Tábor) je bývalá česká atletka, běžkyně, jejíž hlavní disciplínou byl běh na 400 metrů.
Na halovém MS 1995 v Barceloně byla členkou štafety na 4 × 400 metrů, která vybojovala stříbrné medaile. Kvarteto ve složení Naděžda Koštovalová, Helena Dziurová, Hana Benešová a Ludmila Formanová zde zaběhlo trať v čase 3:30,27. O dva roky později stejné kvarteto skončilo na halovém MS v Paříži těsně pod stupni vítězů, na čtvrtém místě v čase 3:28,47. Tento čas je dodnes českým halovým rekordem.
V roce 1996 reprezentovala na letních olympijských hrách v Atlantě, kde postoupila z úvodního rozběhu do čtvrtfinále.

## Osobní život
Na Fakultě tělesné výchovy a sportu UK v Praze vystudovala trenérský obor (specializace atletika).